# Кенеді (Техас)
Кенеді (англ. Kenedy) — місто (англ. city) в США, в окрузі Карнс штату Техас. Населення — 3473 особи (2020).

## Географія
Кенеді розташоване за координатами 28°49′3″ пн. ш. 97°51′6″ зх. д. / 28.81750° пн. ш. 97.85167° зх. д. (28.817600, -97.851529). За даними Бюро перепису населення США в 2010 році місто мало площу 9,44 км², з яких 9,41 км² — суходіл та 0,03 км² — водойми.

## Демографія
Згідно з переписом 2010 року, у місті мешкало 3296 осіб у 1232 домогосподарствах у складі 841 родини. Густота населення становила 349 осіб/км². Було 1476 помешкань (156/км²).
Расовий склад населення:
| - 79,3 % — білих - 2,3 % — чорних або афроамериканців - 0,8 % — корінних американців - 0,5 % — азіатів - 0,1 % — вихідців з тихоокеанських островів - 15,5 % — осіб інших рас |

До двох чи більше рас належало 1,3 %. Частка іспаномовних становила 68,6 % від усіх жителів.
За віковим діапазоном населення розподілялося таким чином: 26,6 % — особи молодші 18 років, 57,5 % — особи у віці 18—64 років, 15,9 % — особи у віці 65 років та старші. Медіана віку мешканця становила 37,3 року. На 100 осіб жіночої статі у місті припадало 91,9 чоловіків; на 100 жінок у віці від 18 років та старших — 86,6 чоловіків також старших 18 років.
Середній дохід на одне домашнє господарство становив 76 475 доларів США (медіана — 39 970), а середній дохід на одну сім'ю — 85 460 доларів (медіана — 45 242). Медіана доходів становила 31 271 долар для чоловіків та 37 625 доларів для жінок. За межею бідності перебувало 36,6 % осіб, у тому числі 60,2 % дітей у віці до 18 років та 25,6 % осіб у віці 65 років та старших.
Цивільне працевлаштоване населення становило 1524 особи. Основні галузі зайнятості: освіта, охорона здоров'я та соціальна допомога — 20,5 %, сільське господарство, лісництво, риболовля — 16,7 %, роздрібна торгівля — 15,1 %, публічна адміністрація — 15,0 %.